# MK Lewis
MK Lewis, eigentlich Maurice Kowaleski (geb. vor 1973) ist ein amerikanischer Schauspieler, Regisseur, Autor und Schauspiellehrer.

## Leben
Lewis spielte in Filmen wie Death Hunt (Yukon) und Hard Times (Ein stahlharter Mann) an der Seite von Charles Bronson, bevor er sich Anfang der 1980er Jahre als Schauspiellehrer selbständig machte.
Seitdem gilt er als einer der gefragtesten Schauspiel-Coaches Hollywoods. Sein bislang nur auf Englisch erschienenes Buch Your film acting career gilt vor allem in der amerikanischen Filmbranche als Die Bibel für angehende Schauspieler. Als Mitglied des Konservatorium-Komitees der Screen Actors Guild, der mächtigen amerikanischen Schauspieler-Gewerkschaft, half er bereits während der 1970er deren Aus- und Weiterbildungsprogramme zu entwickeln. Mittlerweile ist er nur noch als Gastdozent für die Screen Actors Guild tätig.
Neben seiner eigenen Schauspielschule in Santa Monica leitet er auch Workshops für die Sat.1 talent class und die internationale filmschule köln.
Lewis ist mit der Cartoonistin Rosemary R. Lewis verheiratet.

## Lehre
Lewis’ Workshops behandeln die unmittelbare Arbeit des Schauspielers mit der Kamera. Dabei behandelt er vor allem die Wirkung auf der Leinwand, weniger klassische Schauspiellehren wie Method Acting oder die Meisner-Technik. Die Reaktionen auf Handlungen und Ereignisse stehen bei Lewis im Vordergrund, noch vor dem Erleben des Schauspielers. Er bricht das Handwerk der Darstellung im Wesentlichen auf fünf Punkte herunter:
1. I want: Welches Ziel verfolgt der Charakter?
2. I feel: Welche Gefühle hegt die Figur?
3. fellow actor: Wie reagiert der Schauspieler auf seinen Mitspieler?
4. secondary focus: Ist die Figur mit den Gedanken abwesend?
5. secret: Verheimlicht die Figur etwas vor ihrem Gegenüber?

## Filmografie
- 1973: Mein Name ist Nobody
- 1975: Ein stahlharter Mann
- 1975: Cannon
- 1975: Baretta
- 1976: Delvecchio
- 1976: Bumpers Revier
- 1976: Holmes & Yoyo
- 1976–1977: Make-up und Pistolen
- 1978: To Kill a Cop
- 1979: Mark Twain: Beneath the Laughter
- 1980: Hebt die Titanic
- 1981: Yukon
- 1982: Unsere kleine Farm
- 1982: Die Pranke der Tigerin